# Navarretia sinistra
Navarretia sinistra (ook Gilia sinistra genoemd) is een plant uit de Vlambloemfamilie. Het komt voor in het westen van de Verenigde Staten, waar het vaak op vulkanische grond groeit.